# Give Me Love (canção)
"Give Me Love" é uma canção do cantor e compositor britânico Ed Sheeran. Foi lançado como o sexto e último single de seu álbum de estúdio de estréia, + (pronunciado "Plus"), em 21 de novembro de 2012. A canção foi escrita por Sheeran, Jake Gosling e Chris Leonard. O single atingiu a 18ª posição na UK Singles Chart. Um cover da canção, gravado ao vivo na Capital FM Studios em Londres no dia 30 de maio de 2014, é destaque na versão deluxe do quarto álbum de estúdio da cantora americana Demi Lovato, intitulado Demi.
A canção foi usada no episódio 14 ("Dangerous Liaisons") da terceira temporada da série The Vampire Diaries, durante uma sequência da valsa. O referido episódio usou a canção em torno de nove meses antes da sua versão original em novembro de 2012. A canção também foi usada no episódio 5,660 da série australiana Home and Away, e foi usada no episódio seis da quarta temporada da série americana Cougar Town.
O videoclipe da canção, dirigido por Emil Nava, apresenta a atriz australiana Isabel Lucas, e foi lançado em 9 de novembro de 2012.

## Faixas e formatos
| Download digital – EP |                                                                    |         |  |
| N.º                   | Título                                                             | Duração |  |
| 1.                    | "Give Me Love" (New Machine Remix) (participação de Mic Righteous) | 3:45    |  |
| 2.                    | "Give Me Love" (True Tiger Remix)                                  | 3:34    |  |
| 3.                    | "Give Me Love" (Xilent Remix)                                      | 3:41    |  |

| CD single promocional |                             |         |  |
| N.º                   | Título                      | Duração |  |
| 1.                    | "Give Me Love" (radio edit) | 3:57    |  |